# (2014) Vasilevskis
(2014) Vasilevskis (1973 JA) – planetoida z pasa głównego asteroid okrążająca Słońce w ciągu 3,73 lat w średniej odległości 2,4 au. Odkryta 2 maja 1973 roku.